# Idaten Jump
Idaten Jump (韋駄天翔 Idaten Shō) ist eine Mangareihe des Mangaka Toshihiro Fujiwara, die 2005 und 2006 in Japan erschien. Der Sport-Manga erfuhr eine Umsetzung als Anime-Fernsehserie, die auch international im Fernsehen gezeigt wurde. Die Geschichte erzählt von drei Freunden, die in eine andere Welt versetzt werden und dort in Mountainbike-Turnieren bestehen müssen, um in ihre Heimat zurückzukehren.

## Inhalt
Der Fünftklässler Sho Yamato (山登翔) geht oft mit seinen Freunden zum Mountainbike-Fahren auf einem Übungsfeld bekannt als „X-Zone“. Sein Freund Kakeru Sakamaki (坂巻 駆) ist ein talentierter Mechaniker, während Makoto Shido (獅堂まこと) eine ähnlich begabte Fahrerin ist wie Sho. Dann wird die Gruppe vom Team „Shark Tooth“ herausgefordert, auf eben jenem Übungsfeld. Da Sho hier bereits mit seinem mittlerweile verschwundenen Vater trainiert hat, einem früher erfolgreichen Mountainbiker, will er hier auf keinen Fall verlieren. Als sie zum Turnier erscheinen, hüllt sie schwarzer Rauch ein und die Freunde finden sich in einer fremden Welt wieder. Diese wird auch „X-Zone“ genannt und sie können erst wieder in ihre Welt zurückkehren, wenn sie eine Reihe von Mountainbike-Turnieren gewonnen haben – die Idaten-Kämpfe. Die finden an wechselnden Orten statt, darunter Vulkane, Geisterstädte, Wüsten und Friedhöfe. Zehn der Kämpfe müssen sie gewinnen, um zehn Abzeichen zu erhalten, mit denen sie zurückkehren können.
So absolvieren die drei Turniere an den verschiedensten Orten gegen die Menschen, die in dieser Welt leben. Dabei müssen die Bikes zu Beginn jedes Rennens erst an einer Ladestation aufgeladen werden, ehe das Turnier beginnen kann. Auf ihren Reisen werden die Freunde begleitet von Hosuke, einer sprechenden Eule.

## Veröffentlichung
Der Manga erschien zunächst von 2005 bis 2006 in Einzelkapiteln im Magazin Comic BomBom beim Verlag Kodansha. Dieser brachte die Kapitel ab September 2005 auch in fünf Sammelbänden heraus.

## Animeserie
Beim Studio Trans Arts entstand unter der Regie von Takayuki Hamana eine Umsetzung des Mangas als Anime-Fernsehserie mit 52 Folgen. Hauptautor war Fumihiko Shimo und das Charakterdesign entwarf Miyako Yatsu. Die künstlerische Leitung lag bei Chika Isobuchi und Satoru Suzuki. Die Animationsarbeiten leitete Miyako Yatsu, die Computeranimationen Eiji Mizutani und für den Ton war Takuya Hiramitsu verantwortlich.
Die 25 Minuten langen Folgen wurden vom 1. Oktober 2005 bis zum 30. September 2006 von TV Tokyo und TV Aichi gezeigt. Mit einigen Tagen Verzögerung erfolgte auch die Ausstrahlung bei AT-X. Eine englische Fassung wurde von Animax in Asien sowie von Cartoon Network und YTV in Nordamerika gezeigt. Außerdem erfolgten Fernseh-Ausstrahlungen in Chile, Kolumbien, Spanien, Italien, Portugal, auf den Philippinen und im arabischen Raum. Der indische Sender Sonic zeigte die Serie 2014 und machte sie zusammen mit Power Rangers und Supa Strikas zum Teil einer Marketing-Kampagne mit Live-Auftritten, in denen Kinder zu Actionsportarten motiviert wurden.

### Synchronisation
| Rolle           | Japanische Stimme (Seiyū) |
| --------------- | ------------------------- |
| Sho Yamato      | Akeno Watanabe            |
| Gabu Samejima   | Akiyo Kanada              |
| Ayumu Yamato    | Chiro Kanzaki             |
| Seiya Kanzaki   | Daisuke Hirakawa          |
| Kakeru Sakamaki | Makoto Tsumura            |
| Makoto Shido    | Sawa Ishige               |
| Taiga Samejima  | Toshiyuki Kusuda          |
| Hosuke          | Yūichi Nagashima          |

### Musik
Die Musik der Serie komponierte Yasuharu Takanashi. Die Openinglieder sind Red Zone!!! von Tsubame Sketch und Your World von Ketchup Mania. Die Abspanntitel sind Asuka von Hoi Festa und Sha La La von Tsubame Sketch.